# Hanna Landahl
Hanna Landahl, född 5 maj 1977, är en svensk författare och skrivcoach. Uppvuxen i Kvänum i Skaraborg och bor sedan flera år tillbaka i Falköping. Har en politices magisterexamen och en lärarexamen från Uppsala universitet. Debuterade med romanen Välkommen till Himmelsta 2016 (Celanders förlag), för vilken hon blev nominerad till Studieförbundet Vuxenskolans författarpris 2017. Landahl har därefter skrivit ett antal relationsromaner för vuxna, men har på senare år skrivit allt mer för barn och unga. De flesta av Landahls berättelser är vardagsnära och lättillgängliga och hennes ungdomsromaner riktar sig framför allt till läsovana ungdomar. 